# Democracia Salvadoreña (partido político)
Democracia Salvadoreña (DS) es un partido político de El Salvador, se legalizó como partido por el Tribunal Supremo Electoral el 13 de septiembre de 2013, por alcanzar más de 50 000 firmas necesitadas por ley.
El partido se define como un partido de ideas progresistas y humanistas.
Sus primeras elecciones en la cual participaron fue las Elecciones legislativas y municipales de El Salvador de 2015, en las cuales obtuvo un total de votos para la elección de diputados de la Asamblea Legislativa de El Salvador 19 210 votos, lo cual representa el 0.85 % de la elección, sin embargo, no obtuvo ningún escaño. Participó también en la elección de Concejos Municipales pero no obtuvo ninguna alcaldía, sin embargo pudo participar en algunas alcaldías ya que el porcentaje de votación obtenido en algunos municipio, les hizo obtener algunos Concejales dentro de los Concejos Municipales Plurales. No participó en la elección de diputados al Parlacen.
Aunque el partido no tiene ningún alcalde ni diputado, no fue cancelado por el Tribunal Supremo Electoral, en cambio, el partido Cambio Democrático si fue cancelado cuando tenía un diputado.

## Resultados electorales

### Elecciones presidenciales
| Año  | Candidatura    | Primera vuelta | Primera vuelta | Segunda vuelta | Segunda vuelta | Resultados         |
| Año  | Candidatura    | Votos          | %              | Votos          | %              | Resultados         |
| ---- | -------------- | -------------- | -------------- | -------------- | -------------- | ------------------ |
| 2014 | No participa   | No participa   | No participa   | No participa   | No participa   |                    |
| 2019 | Carlos Calleja | 857,084        | 31.72%         |                |                | 2° lugar No electo |
| 2024 | No participa   | No participa   | No participa   | No participa   | No participa   |                    |

### Elecciones parlamentarias
| Elección | Votos        | %            | Posición     | Escaños      | +/–          | Legislatura         |
| -------- | ------------ | ------------ | ------------ | ------------ | ------------ | ------------------- |
| 2015     | 19,846       | 0.87%        | 7.º          | 0/84         | 0            | Extra parlamentario |
| 2018     | No participa | No participa | No participa | No participa | No participa | Extra parlamentario |
| 2021     | No participa | No participa | No participa | No participa | No participa | Extra parlamentario |
| 2024     | No participa | No participa | No participa | No participa | No participa | Extra parlamentario |

### Elecciones de alcaldías municipales
| Año  | Votos        | %            | Posición     | Alcaldías    | +/–          |
| ---- | ------------ | ------------ | ------------ | ------------ | ------------ |
| 2015 | 13,132       | 0.55%        | 8.º          | 0/262        | 0            |
| 2018 | 1,227        | 0.05%        | 10.º         | 0/262        | 0            |
| 2021 | No participa | No participa | No participa | No participa | No participa |
| 2024 | No participa | No participa | No participa | No participa | No participa |

### Parlamento Centroamericano
| Año  | Votos        | %            | Posición     | Escaños      | +/–          | Legislatura         |
| ---- | ------------ | ------------ | ------------ | ------------ | ------------ | ------------------- |
| 2015 | No participa | No participa | No participa | No participa | No participa | Extra parlamentario |
| 2021 | No participa | No participa | No participa | No participa | No participa | Extra parlamentario |
| 2024 | No participa | No participa | No participa | No participa | No participa | Extra parlamentario |